# 極度俏郎君
《極度俏郎君》（英語：A Perfect Gentleman）是由香港MakerVille製作的電視劇，由姜皓文、宣萱、張慧儀以及ERROR四子主演。本劇為《ViuTV 2023》節目巡禮中推介的劇集，由2023年4月17日起，逢星期一至五21:30至22:30，於ViuTV首播。本劇由「康業信貸快遞」冠名贊助。台灣OTT由LiTV 線上影視同步更新上架。

## 角色

### 「金勝堂」
- 社團組織，曾與「冧巴」對立

| 演員           | 角色     | 備註 |
| 劉 江          | 金達強   | 金老大 前話事人 郎君之老大 身患絕症，終日臥病在床 於第1集去世，在郎君的回憶中出現 |
| 吳啟洋（青年） | 郎 君    | 一疤 20年前為黑道金牌打手 陳婉文之前夫﹐於第20集復合 莊尼牧師之好友 勇哥之下屬 蕭光之死敵 入獄20年間，囚犯編號334489 於第1集出獄，出獄後暫居於「信義會禮拜堂」 於第2集經莊尼牧師安排加入社區廚房「齊福堂」工作 於第5集加入超哥之茶餐廳工作，於第7集因發覺自己被超哥利用借高利貸而辭職 於第6集與陳婉文簽訂合約，後者要求前者不可重返黑社會，亦不可在陳婉文面前講粗言穢語 於第8集揭發「四大金光」欲把「別苦溫泉」出售，把金小文和Thinking推落按摩池教訓一番 於第10集創立「別苦溫泉」 於第20集因持有攻擊性武器而被警方拘捕，入獄三星期後出獄 |
| 姜皓文（中年） | 郎 君    | 一疤 20年前為黑道金牌打手 陳婉文之前夫﹐於第20集復合 莊尼牧師之好友 勇哥之下屬 蕭光之死敵 入獄20年間，囚犯編號334489 於第1集出獄，出獄後暫居於「信義會禮拜堂」 於第2集經莊尼牧師安排加入社區廚房「齊福堂」工作 於第5集加入超哥之茶餐廳工作，於第7集因發覺自己被超哥利用借高利貸而辭職 於第6集與陳婉文簽訂合約，後者要求前者不可重返黑社會，亦不可在陳婉文面前講粗言穢語 於第8集揭發「四大金光」欲把「別苦溫泉」出售，把金小文和Thinking推落按摩池教訓一番 於第10集創立「別苦溫泉」 於第20集因持有攻擊性武器而被警方拘捕，入獄三星期後出獄 |
| 歐鎮灝（青年） | 交 叉    | 郎君之兄弟 前社團成員，現於「陳、施、戴、海律師樓」任職律師 於第20集偷車被警方拘捕，入獄三星期後出獄 |
| 陳子豐（中年） | 交 叉    | 郎君之兄弟 前社團成員，現於「陳、施、戴、海律師樓」任職律師 於第20集偷車被警方拘捕，入獄三星期後出獄 |
| 葉振弘（青年） | 爆 鎖    | 郎君之兄弟 於第20集偷車被警方拘捕，入獄三星期後出獄 |
| 羅浩銘（中年） | 爆 鎖    | 郎君之兄弟 於第20集偷車被警方拘捕，入獄三星期後出獄 |
| 梁 業          | 金大枝   | 大肥 前二舵主 已歿 細肥之父 |
| 梁 業          | 金小文   | 細肥 與姑爺、Thinking、古龍合稱「四大金光」 大肥之子 「黑社會電影研究小組」創會會長，會員編號001 暗戀蕭安安，於第20集相戀 |
| 郭嘉駿         | 姑 爺    | 與細肥、Thinking、古龍合稱「四大金光」 皮條客 愛慕JoJo，後愛上孖八 |
| 何啟華         | Thinking | 與細肥、姑爺、古龍合稱「四大金光」 有易服癖 移植了穎詩母親捐出的心臟，因而與穎詩成為好友 暗戀穎詩，於第20集相戀 |
| 吳保錡         | 古 龍    | 過兒（小玉專稱） 與細肥、姑爺、Thinking合稱「四大金光」 喜歡看武俠故事，武痴，並模仿古人文縐縐地説話 小時候遇上小玉並得到她送贈「黯然銷魂掌」秘，視小玉為夢中情人 於第11集被MBA綁架，於第12集被郎君救出 |
| 雷有輝         | 金家律師 | 金達強之遺囑執行人 |

### 「別苦温泉」
- 原為金達強遺留給郎君及金大枝（由金小文承繼）之「別苦芬蘭浴」，於第8集改名，第10集開業

| 演員   | 角色     | 備註 |
| 姜皓文 | 郎 君    | 老闆之一 參見「金勝堂」                                                                                  |
| 宣 萱  | 陳婉文   | 管理人 參見其他角色                                                                                      |
| 梁 業  | 金小文   | 老闆之一 參見「金勝堂」                                                                                  |
| 郭嘉駿 | 姑 爺    | 參見「金勝堂」                                                                                           |
| 何啟華 | Thinking | 參見「金勝堂」                                                                                           |
| 吳保錡 | 古 龍    | 參見「金勝堂」                                                                                           |
| 黎彼得 | 骨精強   | 黃金太極手 按摩技師 前「別苦芬蘭浴」按摩技師，及後成為露宿者 「別苦溫泉」重開後，再成為按摩技師          |
| 陳穎欣 | 蕭安安   | 啪骨聖手 物理治療師 蕭龍之養妹 蕭光之女 「黑社會電影研究小組」會員編號025 被金小文暗戀，於第20集相戀     |
| 丁珮筠 | 孖 八    | 東北重炮手 按摩技師 愛上姑爺，於第20集相戀                                                               |
| 梁又仟 | 小 玉    | 休息室的小玉 姑姑（古龍專稱） 按摩技師 曾於古龍小時候送他「黯然銷魂掌」秘笈 古龍之夢中情人，於第20集相戀 |

### 「冧巴」
- 社團組織，曾與「金勝堂」對立

| 演員           | 角色   | 備註 |
| 陳一天         | 八 哥  | 前話事人 被蕭光殺害 七姐之夫 |
| 陳泳伽（青年） | 李麗薇 | 七姐 話事人 八哥之妻 MBA之上司，被其暗戀 鍾情郎君 陳婉文之情敵，後和好 蕭光之死敵 喜歡吃焗豬扒飯 於第16集綁架陳婉文，企圖迫使其遠離郎君 於第17集釋放陳婉文 於第19集被蕭光綁架，企圖迫使郎君交出其犯罪證據 於第20集被警方救出，事後將話事人交給MBA，出外旅行散心 |
| 張慧儀（中年） | 李麗薇 | 七姐 話事人 八哥之妻 MBA之上司，被其暗戀 鍾情郎君 陳婉文之情敵，後和好 蕭光之死敵 喜歡吃焗豬扒飯 於第16集綁架陳婉文，企圖迫使其遠離郎君 於第17集釋放陳婉文 於第19集被蕭光綁架，企圖迫使郎君交出其犯罪證據 於第20集被警方救出，事後將話事人交給MBA，出外旅行散心 |
| 周祉君         | MBA    | 七姐之助手，暗戀其 小雪之父 於第11集受七姐指示去綁架古龍，企圖迫使郎君賣出「別苦溫泉」及重出江湖 於第12集郎君以小雪作人質作要脅，迫使其交出古龍 於第20集接任話事人                                                                                              |
| 楊允敬         | 二 爺  | 七姐之手下 於第17集被蕭光買兇錯手刺傷（蕭光原想買兇殺李麗薇） |

### 其他
| 演員           | 角色     | 備註 |
| 王家晴（青年） | 陳婉文   | 文女（郎君專稱） 阿嫂、師母（「四大金光」專稱、郎君戲稱） 心（歐歐專稱） 化名石心 「萬昌大藥行」店員 郎君之前妻，於第20集復合 李麗薇之情敵，後和好 鍾伊施之徒弟 歐歐之好友，被其喜歡及表白，但拒絕其 為逃避郎君，於第3集在寵物骨灰龕場為自己設下靈位以裝死，以促使郎君誤會其已經離世 於第4集正式出場 於第5集被「四大金光」誤認為歐歐而被綁架 於第6集與郎君簽訂合約，要求後者不可重返黑社會，亦不可對自己講粗言穢語 於第16集被李麗薇綁架，企圖迫使其遠離郎君 於第17集獲李麗薇釋放 |
| 宣 萱（中年）  | 陳婉文   | 文女（郎君專稱） 阿嫂、師母（「四大金光」專稱、郎君戲稱） 心（歐歐專稱） 化名石心 「萬昌大藥行」店員 郎君之前妻，於第20集復合 李麗薇之情敵，後和好 鍾伊施之徒弟 歐歐之好友，被其喜歡及表白，但拒絕其 為逃避郎君，於第3集在寵物骨灰龕場為自己設下靈位以裝死，以促使郎君誤會其已經離世 於第4集正式出場 於第5集被「四大金光」誤認為歐歐而被綁架 於第6集與郎君簽訂合約，要求後者不可重返黑社會，亦不可對自己講粗言穢語 於第16集被李麗薇綁架，企圖迫使其遠離郎君 於第17集獲李麗薇釋放 |
| 強 尼          | 莊尼牧師 | 孤兒 監獄事工 郎君之好友，安排工作給他 在西貢「信義會禮拜堂」居住 |
| 葛綽瑤         | 穎詩     | 旅遊網紅 Thinking之好友，被其暗戀，於第20集相戀 被Thinking誤會其喜歡古龍，但其實只對古龍之說話方式感興趣 |
| 練美娟         | 歐歐     | TB（「四大金光」專稱） 女同性戀者 陳婉文之好友，喜歡其，向其表白但遭拒絕，後放棄 |
| 蔡寶欣         | Sherlock | 《8週刊》記者 |
| 何 故          |          | 《8週刊》總編輯 Sherlock之上司 |
| 劉天賜         | 鍾伊施   | 「萬昌大藥行」註診中醫師 陳婉文之師傅 中文全名諧音「中醫師」 |
| 劉少君         | 蕭光     | 光爺 退休探長 蕭龍之養父 蕭安安之父 殺害八哥 被廉政公署調查，後潛逃加拿大 郎君、李麗薇之死敵 於第19集綁架李麗薇，企圖迫使郎君交出其犯罪證據 於第20集被懸掛在關帝廟門口的兩把關刀意外壓死 |
| 張文傑         | 蕭龍     | 龍Sir 反黑組主管 蕭安安之養兄 蕭光之養子 針對郎君，但後和好 |
| 曹 越          |          | 反黑組探員 蕭龍之下屬 |
| 馮超豪         |          | 反黑組探員 蕭龍之下屬 |
| 鄺旨呈（青年） | 華Dee    | |
| 李凱賢（中年） | 華Dee    | |
| 方 俊          | 勇哥     | 社區廚房「齊福堂」經理 郎君之上司 |
| 楊瑞麟         |          | 懲教署職員（主任級） 安排郎君出獄 |
| 陳俞希         |          | 主控官 指控金達強從事黑幫活動 |
| 文樹森         |          | 法官 |
| 陳國新         |          | 「長期監禁刑罰覆核委員會」主席 |
| 林小湛         |          | 「長期監禁刑罰覆核委員會」委員 |
| 區偉權         | 哈記     | |
| 鄧永鑄         |          | 古龍前女友Mimi之契哥 |
| 張松枝         |          | 陳婉文之父 郎君之岳父，與其不和 已歿 |
| 干 雪          |          | 陳婉文之母 郎君之岳母 已歿 |
| 利耀堂         | 超哥     | 黑幫人士 茶餐廳老闆 郎君之老闆 欲利用郎君借高利貸，但郎君拒絕而辭職 |
| 鄒凱光         |          | 食環署職員 |
| 米 爺          |          | 臨時小混混 |
| 床 哥          |          | 臨時小混混 |
| 雞 翼          |          | 臨時小混混 |
| 良 少          |          | 臨時小混混 |
|                | 小雪     | MBA之女兒 於第12集被Thinking利誘從學校帶走，並被郎君用作人質，成功迫使MBA交出古龍 |
| 近南哥         |          | 別苦客人 |
| 麥紫莉         | 敏敏     | |
| 王嘉盈         | JoJo     | 應召女郎 姑爺愛慕之對象 轉行到日本成為AV女優 |
| 秦 煌          | 強記     | 廚師 |
| 倪安慈         |          | 電視新聞報道員 |

## 每集列表
| 集數   | 首播日期 | 標題                   | 備註   |
| 2023年 |          |                        |        |
| 1      | 4月17日  | 江湖大風暴？           |        |
| 2      | 4月18日  | 做返個好人             |        |
| 3      | 4月19日  | 神秘短訊               |        |
| 4      | 4月20日  | 尚在人間               |        |
| 5      | 4月21日  | 神秘人出現             |        |
| 6      | 4月24日  | 訂立協議               |        |
| 7      | 4月25日  | 遺產承繼人             |        |
| 8      | 4月26日  | 高手加盟               |        |
| 9      | 4月27日  | 重重困難               |        |
| 10     | 4月28日  | 幕後黑手               |        |
| 11     | 5月1日   | 放棄別苦               |        |
| 12     | 5月2日   | 「黃金太極手」         |        |
| 13     | 5月3日   | 內心掙扎               |        |
| 14     | 5月4日   | 解開心結               |        |
| 15     | 5月5日   | 苦練廚藝               |        |
| 16     | 5月8日   | 解決三角關係           | 結局篇 |
| 17     | 5月9日   | 江湖又再掀起一場風暴？ | 結局篇 |
| 18     | 5月10日  | 談判                   | 結局篇 |
| 19     | 5月11日  | 祈求平安歸來           | 結局篇 |
| 20     | 5月12日  | 風風雨雨後…            | 大結局 |

## 歌曲
| 歌曲名   | 主唱   | 作曲         | 填詞       | 編曲         | 監製         | 備註   |
| 大惡若善 | 禤山河 | 禤山河／蔡皓 | 蔡皓       | 禤山河／蔡皓 | 禤山河／蔡皓 | 主題曲 |
| 傷心出行 | 雷有輝 | 蔡皓         | 蔡皓／阿細 | 蔡皓         | 雷有輝／蔡皓 | 片尾曲 |

## 軼事
- 在第5及16集宣萱均被綁架，是繼2021年無綫電視劇集《陀槍師姐2021》首度在ViuTV劇集被綁架[4]，延續其「御用人質」稱號。連同此劇，她的演藝生涯中已被挾持28次。

## 記事
- 2022年11月17日：本劇集舉行開鏡拜神儀式。

## 外部連結
- ViuTV：極度俏郎君（劇集重溫） （页面存档备份，存于）
- MakerVille：極度俏郎君 （页面存档备份，存于）
- 豆瓣电影上《極度俏郎君》的資料 （简体中文）
- YouTube上的《極度俏郎君》記者會 FB LIVE
- YouTube上的《極度俏郎君: 江湖傳聞》

## 電視節目的變遷
| 香港 ViuTV 星期一至五 21:30－22:30        | 香港 ViuTV 星期一至五 21:30－22:30                                     | 香港 ViuTV 星期一至五 21:30－22:30 |
| ----------------------------------------- | ---------------------------------------------------------------------- | ---------------------------------- |
|                                           | 極度俏郎君 （2023年4月17日－2023年5月12日）                            |                                    |
| 和解在後 （2023年3月27日－2023年4月14日） | 全民造星V（非戲劇節目） （第1－35集） （2023年5月15日－2023年6月30日） |                                    |